# Шикачик білогузий

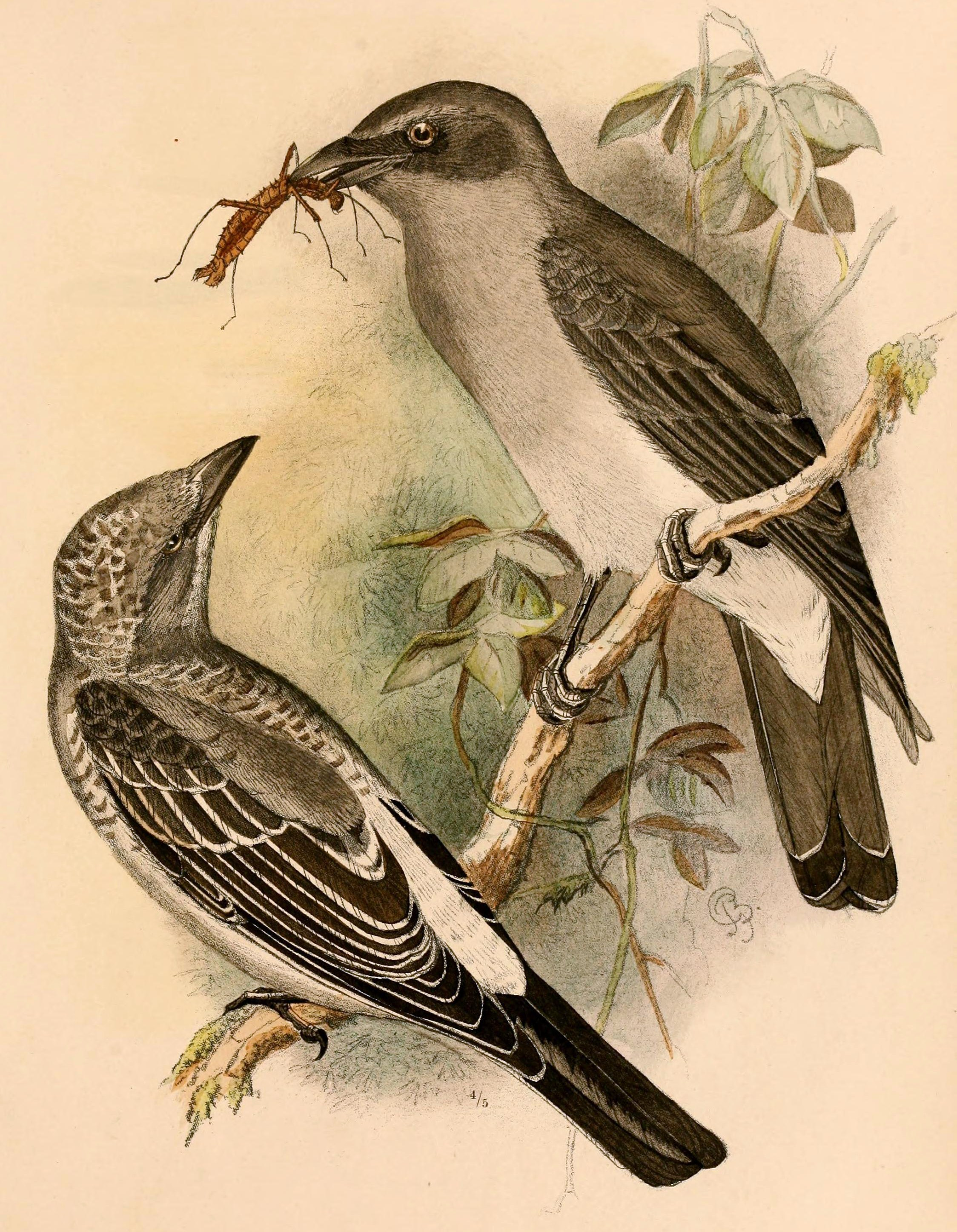
Білогузі шикачики

Шика́чик білогузий (Coracina leucopygia) — вид горобцеподібних птахів родини личинкоїдових (Campephagidae). Ендемік Індонезії.

## Поширення і екологія
Білогузі шикачики мешкають на Сулавесі та на сусідніх островах, зокрема на Бутоні, Муні та на островах Тогіан. Вони живуть в саванах, сухих, вологих і заболочених тропічних лісах, на полях і плантаціях.